# Руда-Слёнска
Ру́да-Шлёнска (пол. Ruda Śląska буквально «Руда Силезская») — город с правами повята в Польше, в Силезском воеводстве в центре Верхнесилезского промышленного района.

Население — 149,3 тыс. жителей (2007). С 1991 года население непрерывно уменьшается (на 1991 год в городе жило 171645 человек).
В настоящее время город разделён на 11 районов. Но в прошлом каждый из районов развивался как отдельный город.
С самого начала история города связана с добычей железной руды. Затем в окрестностях были обнаружены значительные запасы высококачественного угля.
В 1889 году в городе было проведено электрическое освещение.
В годы Второй Мировой войны (с 1942 по 1945) вблизи города был расположен филиал концентрационного лагеря Освенцим — Eintrachthütte.
В городе и окрестностях работают металлургические предприятия, угольные шахты, тепловая электростанция.

## Города-побратимы
- Вибо-Валентия, Италия
- Гижицко, Польша
- Манк, Австрия
- Мельк, Австрия
- Папенбург, Германия